# Scirpoides holoschoenus
Scirpoides holoschoenus là loài thực vật có hoa trong họ Cói. Loài này được (L.) Soják miêu tả khoa học đầu tiên năm 1972.

## Hình ảnh

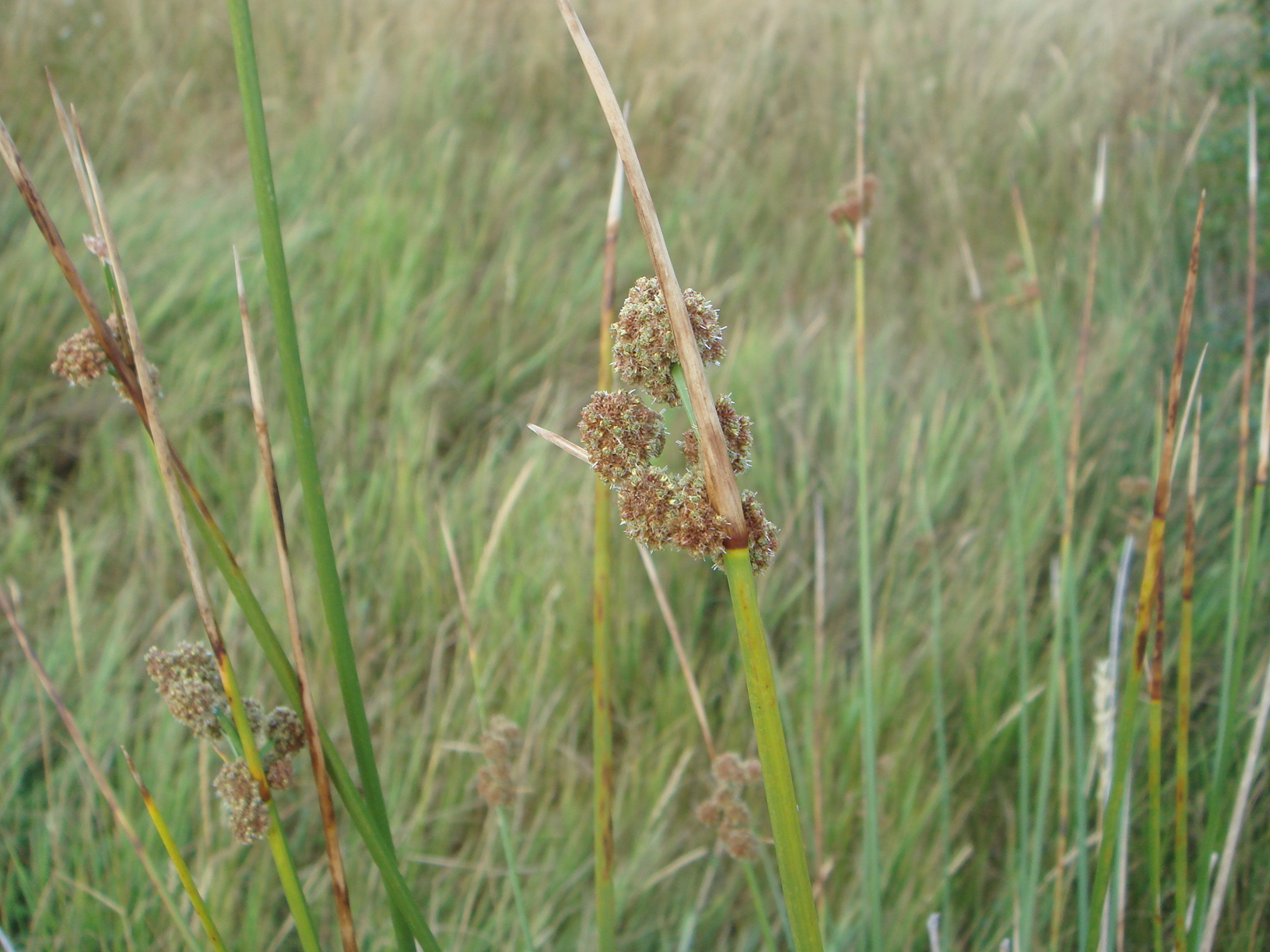
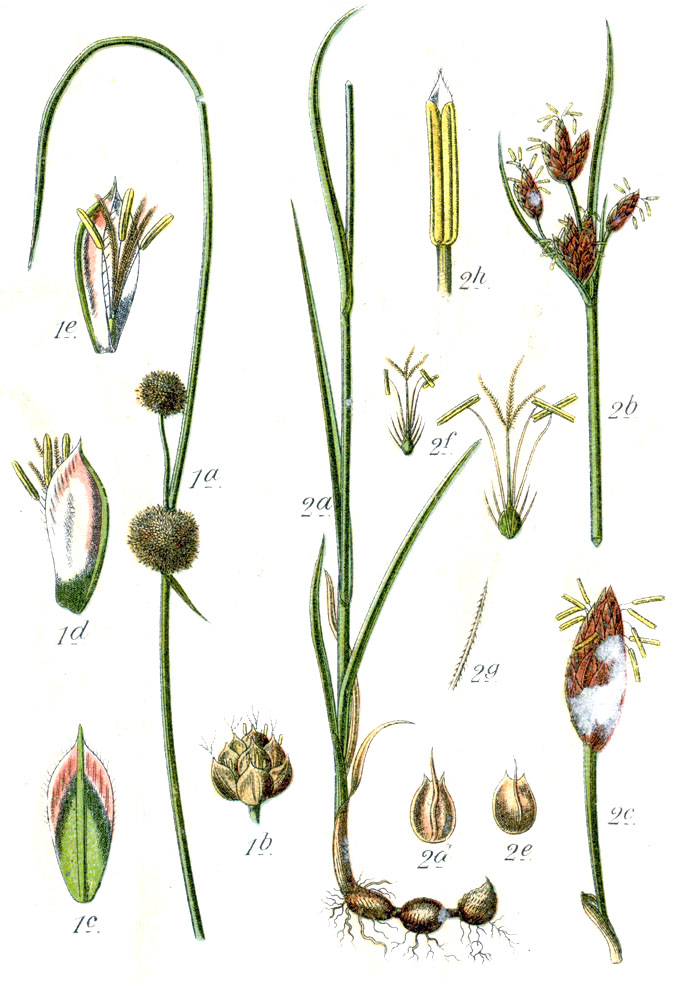
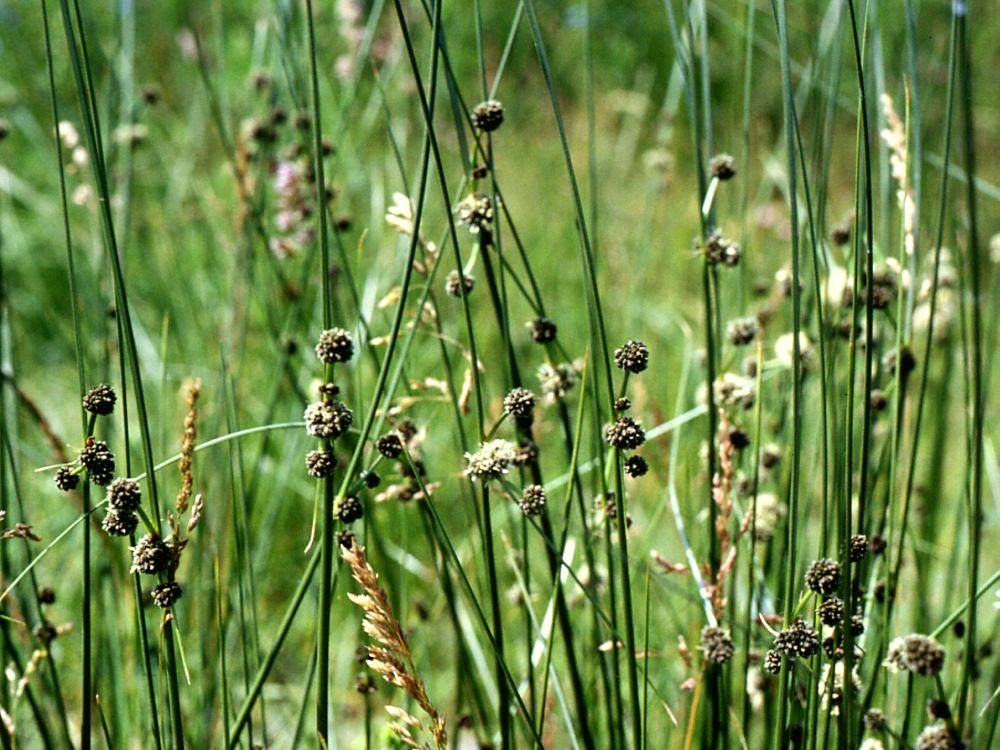
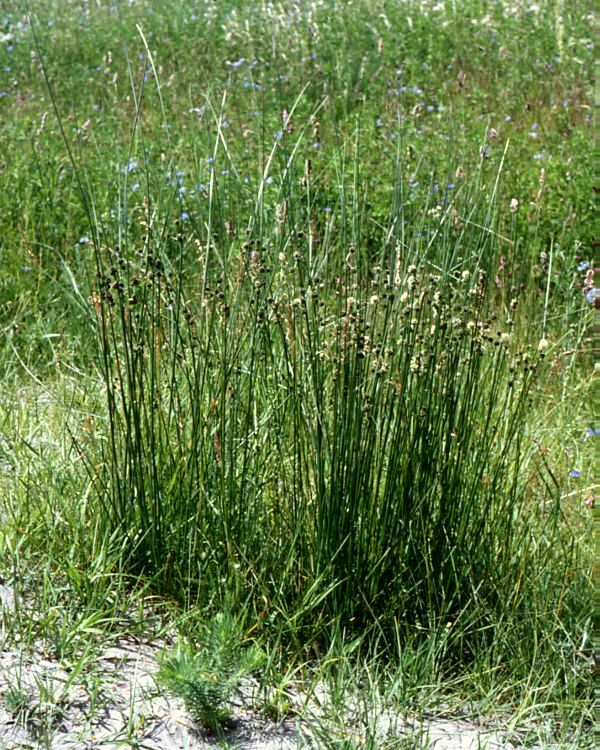